# Manuel Enciso
Manuel Enciso (* 1925 in Acatlán de Juárez, Jalisco; † 2013 in Guadalajara, Jalisco), auch bekannt unter dem Spitznamen Panochero, war ein mexikanischer Fußballspieler, der im Mittelfeld und in der Sturmreihe agierte. 

## Laufbahn
„Panochero“ Enciso spielte beim Club Deportivo Guadalajara, für den er im Zeitraum von 1945 bis 1954 insgesamt 15 Treffer in der höchsten mexikanischen Spielklasse erzielte. Seine in dieser Hinsicht erfolgreichste Spielzeit war die Saison 1952/53, in der er 5 Tore erzielte, darunter am 23. November 1952 seinen einzigen „Doppelpack“ beim 3:0-Heimsieg gegen den Club Marte. 1954 wechselte er zum Stadtrivalen Club Deportivo Oro.